# 2014 KH39

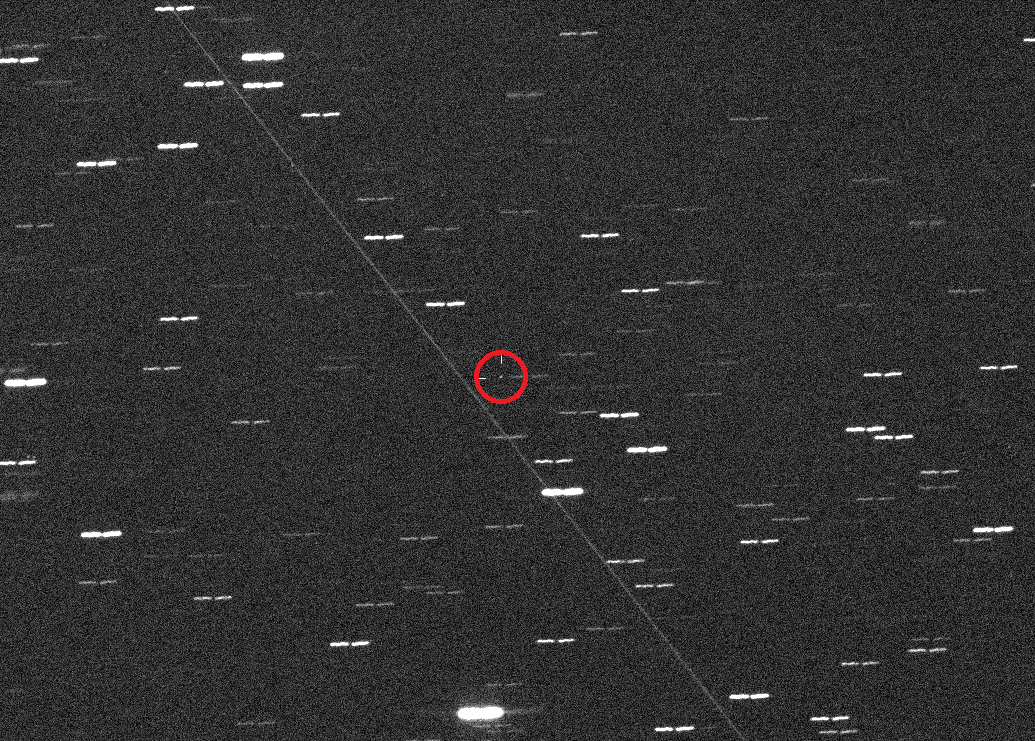
L'astéroïde le 31 mai 2014.

2014 KH39 est un astéroïde géocroiseur qui est passé à proximité de la Terre le 3 juin 2014.

## Description
L'astéroïde 2014 KH39 mesure environ 25 mètres de large.

## Approche de la Terre
Le 3 juin 2014 à 20 h 7, 2014 KH39 s'est approché à 440 000 kilomètres de la Terre, soit 1,14 fois la distance Terre-Lune.